# Soluna-Delta Kokol
Soluna-Delta Kokol (* 26. November 1997 in White Hall, Jamaika) ist eine deutsch-jamaikanische Schauspielerin.

## Leben
Soluna-Delta Kokol wuchs in Deutschland auf. Nach ihrem Realschulabschluss absolvierte sie von 2015 bis 2018 ihre Schauspielausbildung an der München Film Akademie.
Seit 2019 wirkt sie am Theater als Darstellerin mit, unter anderem am Showpalast München. Seit 2021 steht sie als Schauspielerin vor der Kamera. Ihre erste Rolle spielte sie in dem Film Liebe ist unberechenbar. Die 1,74 m große Kokol ist vereinzelt auch als Model auf dem Laufsteg tätig.
Von 2023 bis 2024 spielte sie in der ARD-Telenovela Sturm der Liebe die Rolle der Ana Alves, die in der 20. Staffel der Serie der weibliche Part des Protagonistenpaares war.
Sie wohnt in München.

## Filmografie
- 2021: Liebe ist unberechenbar
- 2021: An die Töpfe, Fertig, Lecker! Mission Ratatouille
- 2021: Luises Garten
- 2022: Gag Attack
- 2022: Benji Holiday – My Boo (Musikvideo)
- 2023–2024: Sturm der Liebe (Fernsehserie)